# Холатчахль
Холатча́хль (манс. Холат-Сяхл; иногда «высота 1079») — гора на Северном Урале, на границе Республики Коми и Свердловской области, высотой 1096,7 метра над уровнем моря.

## География
Гора Холатчахль расположена в Ивдельском городском округе Свердловской области, в составе хребта Поясовый Камень в 14 километрах к югу от горы Отортен. Очертания горы мягкие, как и у других уральских вершин. Имеется небольшое количество выходов серицитово-кварцитового сланца, образующих группы невысоких скал. Вершина и склоны покрыты россыпями сланца, которые в конце 1920-х годов были частично голыми (поросшими только лишайником), а частично заросшими травой и ягодником. По состоянию на первые десятилетия XXI века, гора покрыта лесом до высоты 700—750 метров над уровнем моря, выше находятся участки тундровой растительности. На вершине горы находится небольшая совершенно ровная площадка.

## Этимология
Название горы заимствовано из мансийского языка. Написание его колеблется, в различных источниках встречаются варианты: Холе-Чахль, Холат-Сяхль, Холат-Сяхл, Холат-Сяхыл, Холатсяхыл, Солатчахл.
Существует две версии значения названия:
1. «Мёртвая вершина». Такой перевод с мансийского сделала в 1929 году В. А. Варсанофьева[3]. Она отмечала отсутствие растительности и мрачный характер покрытой лишь каменными осыпями и лишайником вершины[10].
2. «Гора мертвецов»[7][9]. Этот вариант перевода распространился после того, как в 1959 году в окрестностях горы при не выясненных до конца обстоятельствах погибла группа туристов-лыжников под руководством Игоря Дятлова. Между Холатчахль и соседней к востоку безымянной высотой находится названный в память об этом происшествии перевал Дятлова. В современных работах по топонимике Северного Урала название Холатчахль связывается с мансийскими легендами о всемирном потопе и гибели людей на горе в далёком прошлом[10][11], однако в трудах по географии и этнографии до 1959 года такие легенды и такой перевод названия горы не встречаются[6].

В относящихся к расследованию гибели тургруппы Дятлова документах Холатчахль упоминается как «высота 1079» — по обозначению её высоты на топографических картах, выпускавшихся до 1963 года. На более современных картах высота горы указана как 1096,7 метра над уровнем моря.